# Star Wars, épisode VII : Le Réveil de la Force (roman)
Pour les articles homonymes, voir Star Wars, épisode VII : Le Réveil de la Force (homonymie).
Star Wars, épisode VII : Le Réveil de la Force (titre original : Star Wars Episode VII: The Force Awakens) est une novélisation du film du même nom écrite par Alan Dean Foster (sur un scénario de J. J. Abrams, Lawrence Kasdan et Michael Arndt) et publiée aux États-Unis par Del Rey Books le 5 janvier 2016, puis traduite en français et publiée par les éditions Fleuve le 14 avril 2016,.
Ce livre relate les événements se déroulant dans le film. L'action se situe trente-quatre ans après la bataille de Yavin.